# Styposis flavescens
Styposis flavescens är en spindelart som beskrevs av Simon 1894. Styposis flavescens ingår i släktet Styposis och familjen klotspindlar. Inga underarter finns listade i Catalogue of Life.